# 캘리포니아카
암트랙 캘리포니아카(영어: California Car)는 암트랙 캘리포니아의 이층 객차로, 북부 및 중부 캘리포니아의 도시 간 노선에 사용할 목적으로 1996년에 최초로 도입했다. 암트랙에서 운행하는 암트랙 슈퍼라이너의 파생형 모델이며, 형제차로 서프라이너카가 있다.

## 역사
1990년, 캘리포니아 주민들이 제안 108호, 111호, 116호에 찬성 의사를 밝혔다. 이 셋은 캘리포니아에 도시간 장거리열차와 커뮤터 레일 서비스를 만드는데 30억 달러를 확보하는 사업이었다. 이렇게 재원을 확보한 캘리포니아주 교통부에선 여기에 투입할 주 표준형 차량을 확정하였는데, 도시간 장거리열차의 역할과 근거리 통근열차의 역할 쌍방을 수행할 수 있는 차량을 의미하는 것이였는데, 이때 슈퍼라이너의 구조가 유용되었다. 통근용 버전은 만들어지지 않았으나, 도시간 장거리용 버전이 성공을 거두었다.
이러한 제 1세대 2층 도시간 객차는 캘리포니아 카로 명명되었으며, 

## 운행 노선
- 캐피톨 코리더
- 샌와킨스

## 같이 보기
- 암트랙 슈퍼라이너
- 암트랙 서프라이너